# Der Rosenkavalier (1925)
Der Rosenkavalier is een Oostenrijkse filmkomedie uit 1925 onder regie van Robert Wiene. Het scenario is gebaseerd op de gelijknamige opera van Richard Strauss.

## Verhaal
Graaf Octavian heeft een affaire met de vrouw van de veldmaarschalk. Wanneer baron Ochs auf Lerchenau ineens aanbelt om zijn liefde te verklaren aan de jonge Sophie, komt hun relatie bijna aan het licht. Graaf Octavian krijgt van de vrouw van de veldmaarschalk de opdracht om een roos van de baron te overhandigen aan Sophie. Hij en Sophie worden meteen verliefd. Daarmee halen ze zich de woede van zowel de baron als de jaloerse vrouw van de veldmaarschalk op hun hals.

## Rolverdeling
| Acteur              | Personage                            |
| ------------------- | ------------------------------------ |
| Michael Bohnen      | Baron Ochs auf Lerchenau             |
| Huguette Duflos     | Gravin Maria Theresia von Werdenberg |
| Paul Hartmann       | De veldmaarschalk                    |
| Jaque Catelain      | Octavian                             |
| Elly Felicie Berger | Sophie                               |
| Carmen Cartellieri  | Annina                               |
| Karl Forest         | Mijnheer von Faninal                 |
| Friedrich Feher     | Valzacchi                            |